# Wilbarston
Wilbarston is een civil parish in het bestuurlijke gebied Kettering, in het Engelse graafschap Northamptonshire met 753 inwoners.